# Mingo Ràfols
Mingo Ràfols i Olea (Barcelona, 1956) es un actor de teatro, cine y televisión español.
Su debut profesional fue en 1976 con Faixes, turbans i barretines, de Xavier Fàbregas. Ha participado en numerosas representaciones teatrales, entre otras, Òpera de tres rals (1984), de Bertolt Brecht, Las alegres comadres de Windsor (1994), de William Shakespeare, Espectres (2008) de Henrik Ibsen o la obra de Jordi Faura, Hikikomori (2009).
Ha trabajado en varias compañías de teatro, como el Teatre Lliure (1981-82), la "Companyia Josep Maria Flotats" (1990) o la "Companyia Teatre Romea" (2001-2010), donde ha actuado, entre otras, en William Shakespeare. 's, El rey Lear (2004), Tirant lo Blanc (2007), o Terra Baixa (2009) de Àngel Guimerà.
También ha trabajado en películas de cine: Què t'hi jugues, Mari Pili? (1990), Aquesta nit o mai (1992), Morir (o no) (1999), Un cos al bosc (1996) o Krámpack (2000), y ha colaborado en series y programas de televisión.

## Premios
- Premio Especial de Interpretación de la Crítica Teatral de Barcelona 1996-97 por María Rosa
- Premio al mejor actor de teatro de la AADPC 1995 por El Rei Joan
- Premio Especial de Interpretación de la Crítica Teatral de Barcelona 1995-96 por El Rei Joan
- Premio Especial de Interpretación de la Crítica Teatral de Barcelona 1992-93 por La nit just abans dels boscos
- Premio AADPC de Interpretación Teatral 1993 por La nit just abans dels boscos
- Nominado como mejor actor por la AADPC en Bones Festes
- Nominado a los Premios Butaca por Coronel Ocell
- Nominado a los Fotogramas de Plata por Macbeth y a los Premios Butaca por Orfeu als inferns

## Películas
- Yo, el Vaquilla, (1985), Dir: José Antonio de la Loma
- Bar-cel-ona, (1987), Dir: Ferran Llagostera
- Barrios altos, (1987), Dir: José Luis García Berlanga
- ¿Qué hiciste, Mari Pili? , (1991), Dir: Ventura Pons
- Aquesta nit o mai, (1992), Dir: Ventura Pons
- Gimlet, (1995), Dir: José Luis Acosta
- Un cos al bosc, (1996), Dir: Joaquim Jordà
- Morir (o no), (2000), Dir: Ventura Pons
- Krámpack, (2000), Dir: Cesc Gay
- Menja d'amor, Dir: Ventura Pons
- Noche de fiesta, (2002), Dir: Xavi Puebla
- Mil cretinos, (2011), Dir: Ventura Pons
- Barcelona, nit d'estiu, (2013), Dir: Dani de la Orden
- Darrera la porta, (2015), Dir: David Gimbernat y Pere Solés
- Sabates brutos, (2017), Dir: Ventura Pons

## Televisión
- Las aventuras de Pepe Carbalho, (1986)
- Makinavaja, (1995)
- Estación de enllaç, (1995)
- Nissaga de poder, (1996-1998)
- Crónicas de la verdad oculta, (1997)
- Hermanas, (1998)
- Homenots, (1999)
- Nissaga: la herència, (1999-2000)
- El comisario, (2004)
- La princesa del polígon, (2007) (telefilm)
- Cuéntame cómo pasó, (2007-2009)
- El corazón de la ciudad, (2008-2009)
- Acusados, (2010)
- Clara Campoamor, la dona oblidada, (2011) (telefilm)
- Homicidios, (2011)
- Carta a Eva, (2012)
- Kubala, Moreno y Manchón, (2014)
- El cas dels catalans, (2014) (telefilm)
- Carlos, rey emperador, (2015)
- Vida privada, (2017)